# Ternèze
Le ruisseau de Ternèze est un cours d'eau situé en France dans le département de la Savoie en région Auvergne-Rhône-Alpes.
D'une longueur de 11,9 km, il arrose l'extrémité sud du massif des Bauges et termine sa course dans la Leysse en amont de Chambéry.

## Situation

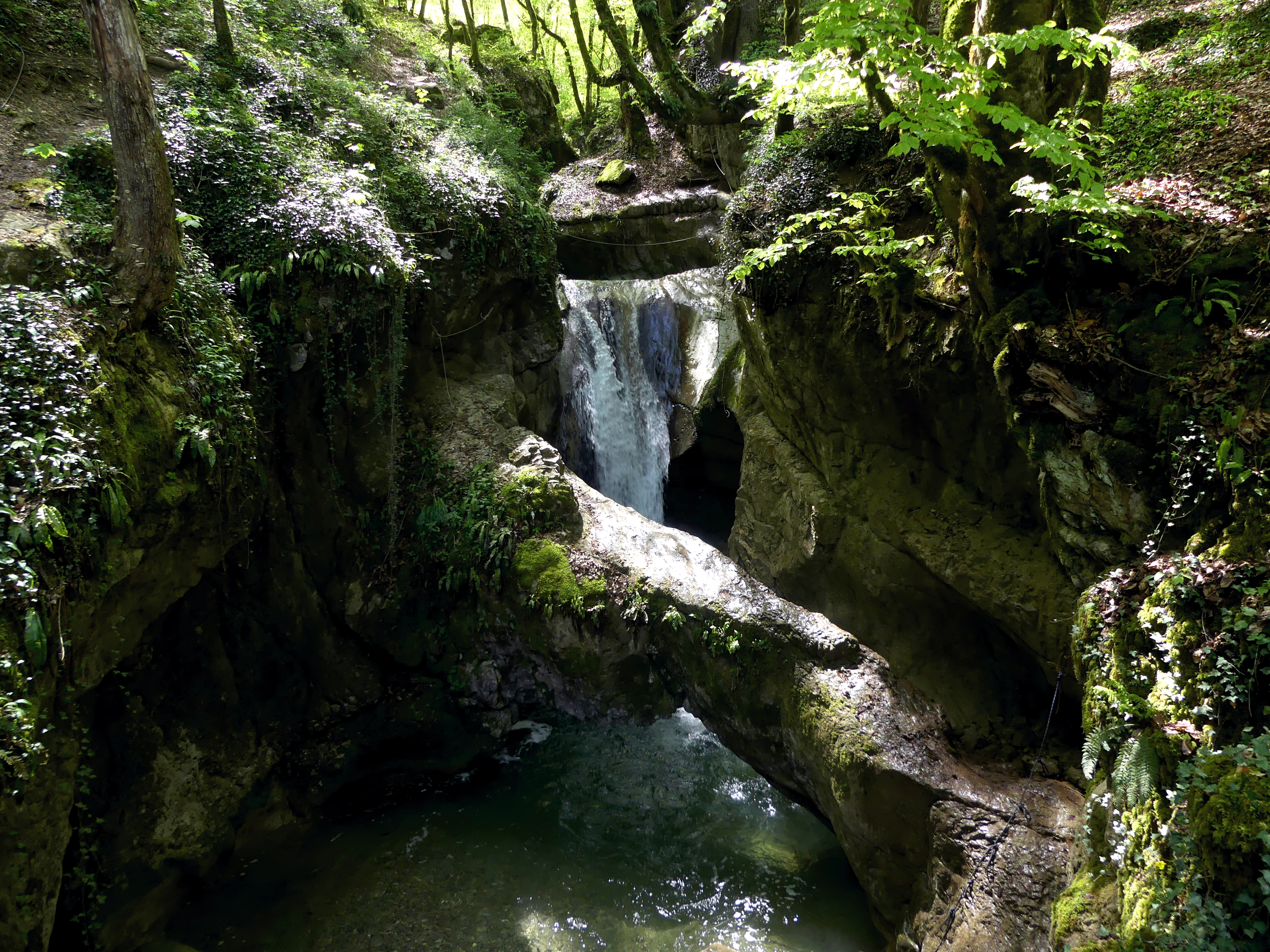
Le canyon de Ternèze.

Le ruisseau de Ternèze prend sa source dans la commune de La Thuile à environ 1 050 m d'altitude, en contrebas de la pointe de la Galoppaz, au sud du massif des Bauges. Il constitue à ce titre l'un des principaux cours d'eau les plus méridionaux du massif.
D'une longueur de 11,9 km, son cours prend dans un premier temps un sens nord-est/sud-ouest en direction du chef-lieu de La Thuile puis contourne par le sud le pic de la Sauge avant de prendre une direction sud-est/nord-ouest. Après le franchissement du « canyon de Ternèze », le ruisseau trouve son embouchure dans la Leysse en contrebas du chef-lieu de Saint-Jean-d'Arvey à environ 410 m d'altitude.
Administrativement, le ruisseau de Ternèze arrose les communes de La Thuile ainsi que Curienne et Puygros dont il matérialise les limites est/ouest.

## Affluents
Le ruisseau de Ternèze possède 3 affluents référencés :
- Le ruisseau de Nécuidet (rg), 2 km sur la commune de La Thuile ;
- le ruisseau de Combe Noire (rd), 1 km sur la commune de La Thuile ;
- le ruisseau du Dard (rd), 3 km sur la commune de Puygros.